# Лупино, Айда
Айда Лупино (англ. Ida Lupino; 4 февраля 1918 — 3 августа 1995) — британская и американская актриса, одна из первых женщин-режиссёров в истории кино.

## Биография
Айда Лупино родилась в Лондоне в актёрской семье, благодаря чему уже в 1931 году состоялся её кинодебют в фильме «Любовная гонка»[en]. Она продолжила свою карьеру в кино, появляясь позже в незначительных ролях во многих британских фильмах. Режиссёры разглядели в ней серьёзную драматическую актрису лишь в 1939 году, после того как она появилась в фильмах «Свет погас»[en] и «Приключения Шерлока Холмса».
На протяжении 1940-х годов она стала довольно востребованной актрисой, снявшись в таких фильмах как «Они ехали ночью» (1940), «Высокая Сьерра» (1941), «Морской волк» (1941), «Лунный прилив»[en] (1942) и некоторых других.
В 1949 году её желание стать кинорежиссёром осуществилось, после того как у режиссёра Элмера Клифтона случился инфаркт и он не смог завершить свой последний фильм. Айда Лупино взяла на себя эту обязанность, после чего решила заняться собственными режиссёрскими проектами. В дальнейшем Лупино в основном снимала фильмы нуар, став при этом первой женщиной-режиссёром, работавшей в этом направлении. Самая известная её режиссёрская работа — «Попутчик».
Лупино не оставила карьеру актрисы, продолжая активно сниматься в кино и на телевидении до 1978 года. За свой вклад в кино и телевидение она удостоена двух звёзд на Голливудской Аллее славы.
Актриса трижды выходила замуж — Луис Хейуорд (1938−45), Колльер Янг (1948−51) и Говард Дафф (1951−84) — и все три раза брак заканчивался разводом. Она умерла от инсульта в Лос-Анджелесе в возрасте 77 лет.

## Избранная фильмография

### Как актриса
| Год  |   | Русское название               | Оригинальное название             | Роль                             |
| ---- | - | ------------------------------ | --------------------------------- | -------------------------------- |
| 1933 | ф | Деньги за скорость             | Money for Speed                   | Джейн                            |
| 1935 | ф | Питер Иббетсон                 | Peter Ibbetson                    | Агнес                            |
| 1936 | ф | Кто-то идет                    | Anything Goes                     | Хоуп Харкорт                     |
| 1936 | ф | Одним дождливым днём           | One Rainy Afternoon               | Моник Пелерин                    |
| 1936 | ф | Только окликни                 | Yours for the Asking              | Герт Маллой                      |
| 1936 | ф | Отчаянный парень               | The Gay Desperado                 | Джейн                            |
| 1939 | ф | Одинокий волк: Шпионская охота | The Lone Wolf Spy Hunt            | Вэл Карсон                       |
| 1939 | ф | Приключения Шерлока Холмса     | The Adventures of Sherlock Holmes | Энн Брендон                      |
| 1939 | ф | Свет погас                     | The Light That Failed             | Бесси Броук                      |
| 1940 | ф | Они ехали ночью                | They Drive by Night               | Лана Карлсен                     |
| 1941 | ф | Высокая Сьерра                 | High Sierra                       | Мари                             |
| 1941 | ф | Морской волк                   | The Sea Wolf                      | Руфь Брюстер                     |
| 1941 | ф | Берег в тумане                 | Out of the Fog                    | Стелла Гудвин                    |
| 1941 | ф | Дамы в уединении               | Ladies in Retirement              | Эллен Крид                       |
| 1942 | ф | Лунный прилив                  | Moontide                          | Анна                             |
| 1942 | ф | Жизнь начинается в 8:30        | Life Begins at Eight-Thirty       | Кэти Томас                       |
| 1943 | ф | Вечность и один день           | Forever and a Day                 | Дженни, служанка                 |
| 1943 | ф | Трудный путь                   | The Hard Way                      | миссис Хелен Чернен              |
| 1944 | ф | В наше время                   | In Our Time                       | Дженнифер Уиттредж               |
| 1944 | ф | Голливудская лавка для войск   | Hollywood Canteen                 | камео                            |
| 1946 | ф | Преданность                    | Devotion                          | Эмили Бронте                     |
| 1946 | ф | Человек, которого я люблю      | The Man I Love                    | Пити Браун                       |
| 1947 | ф | Не покидай меня никогда        | Escape Me Never                   | Джемма Смит                      |
| 1947 | ф | Глубокая долина                | Deep Valley                       | Либби Сол                        |
| 1948 | ф | Придорожное заведение          | Road House                        | Лили Стивенс                     |
| 1949 | ф | Жажда золота                   | Lust for Gold                     | Джулия Томас                     |
| 1950 | ф | Женщина в бегах                | Woman in Hiding                   | Дебора Чандлер Кларк             |
| 1950 | ф | Оскорбление                    | Outrage                           | участница танцевального конкурса |
| 1951 | ф | Быстрее, выше, красивее        | Hard, Fast and Beautiful          | болельщица теннисного матча      |
| 1952 | ф | На опасной земле               | On Dangerous Ground               | Мэри Малден                      |
| 1952 | ф | Осторожней, моя милая          | Beware, My Lovely                 | миссис Хелен Гордон              |
| 1953 | ф | Двоеженец                      | The Bigamist                      | Филлис Мартин                    |
| 1954 | ф | Личный ад 36                   | Private Hell 36                   | Лилли Марлоу                     |
| 1955 | ф | Большой нож                    | The Big Knife                     | Марион Касл                      |
| 1956 | ф | Пока город спит                | While the City Sleeps             | Милдред Доннер                   |
| 1972 | ф | Молодой Боннер                 | Junior Bonner                     | Эльвира Боннер                   |
| 1972 | с | Коломбо                        | Columbo                           | Дорис Бакнер                     |
| 1975 | ф | Дьявольский дождь              | The Devil's Rain                  | миссис Престон                   |
| 1976 | ф | Пища богов                     | The Food of the Gods              | миссис Скиннер                   |
| 1977 | с | Ангелы Чарли                   | Charlie’s Angels                  | Глория Гибсон                    |

### Как режиссёр
- 1949 — Никогда не бойся / англ. Never Fear
- 1950 — Оскорбление / Outrage
- 1951 — Быстрее, выше, красивее / англ. Hard, Fast and Beautiful
- 1953 — Попутчик / The Hitch-Hiker
- 1953 — Двоеженец / The Bigamist
- 1966 — Беда с ангелами / The Trouble with Angels

## Награды
- «Сатурн» 1975 — «Лучшая актриса второго плана» («Адский дождь»)